# مهنة الطب
مهنة الطب: دراسة علم اجتماع المعرفة التطبيقية هو كتاب من تأليف عالم الاجتماع الطبي إليوت فريدسون نُشر في عام 1970. حصل الكتاب على جائزة سوروكين من الجمعية الأمريكية لعلم الاجتماع لمساهمته البارزة في المنح الدراسية، وتُرجم إلى أربع لغات.

## ملخص
يتألف الكتاب من أربعة أجزاء: يتناول الجزء الأول تنظيم مهنة الطب ، والثاني أداء العمل اليومي ، والثالث ، كيف يعمل مفهوم المرض اجتماعيًا ، ويتناول الجزء الأخير على ماذا ينبغي أن يكون دور الخبرة التقنية في مجتمع حر.
يجادل فريدسون بأن تعريف المهنة غير واضح وأن الناس لا يتفقون على الأنشطة التي يجب اعتبارها مهنة. يسعى فريدسون إلى استكشاف الخصائص الاجتماعية لمهنة الطب من أجل تحديد ماهيا "المهنة".
الجزء الأول: التنظيم الرسمي للطب
في القسم الأول ، يستكشف فريدسون تاريخ الطب من منظور علم الاجتماع الذي يتناقض مع الطب الحديث مع الإغريق وطب النهضة والأطباء السحرة في إفريقيا.يميزالمهن التي تساعد الناس على حل المعضلات ، بما في ذلك المحامون والأطباء في هذه الفئة ، عن هؤلاء الذين يكتشفون ماهوا صحيح ، مثل العلماء الأكاديميين .
يقارن فريدسون الطب بطب زاندي في شرق إفريقيا الذي وثقه إي إي إيفانز بريتشارد. هنا كان دور الطبيب هو أن يكون طرفًا ثالثًا يحدد أسباب المرض ،بالإضافة إلى فن الشفاء الذي يتألف من إدارة الأدوية وإزالة الكريات السحرية المزروعة في الجسم. اعتقد شعب الزاندي أن السحر هو ملكية فطرية للأفراد تم تمريرها وراثيًا ولكن من الممن أن تكون غير نشطة.إذا تم العثور على شخص ما يمارس السحر ، فيمكنه الاعتذار ، وادعاء عدم وجود نية والتوسل من أجل "تهدئة" سحرهم. لم يكن أطباء سحرة الزاندي محترمين جدًا ، ويفترض فريدسون أن هذا يرجع إلى أن تنبؤاتهم حول أسباب الأمراض لم تكن فعالة جدًا. يرى فريدسون أنه في الماضي كان للطب الغربي دور مشابه لمثل هذا التلاعب بالطب السحري.
يجادل فريدسون بأن دراسة تاريخ الطب لا تعطي تصوراً دقيقًا للمهنة، لأن الدراسة تميل فقط إلى تحديد الأوقات التي اكتشف فيها الطب أشياء تعتبر الآن صحيحة، بدلاً من النظر في العلاجات غير الفعالة التي كانت تعتبر أفضل الممارسات في ذلك الوقت.كما فشل المؤرخون أيضًا في التمييز بين تاريخ الاكتشافات الطبية والممارسة الطبية ، مشيرين إلى أن الاكتشافات لم تكن بالضرورة جزءًا من الممارسة الطبية. يجادل بأن الممارسة الطبية في الماضي كانت تتكون من عدد من النظريات المتضاربة لسبب المرض، حيث النظريات غير الصحيحة مثل الطب الخلطي ينعقد بجانب وجهات نظر علمية أكثر.
يشير فريدسون إلى اكتشاف عام 1860 أن الجمرة الخبيثة كانت ناتجة عن بكتيريا كنقطة تحول مهمة في ممارسة الطب، تليها فترة حُدد فيها النموذج النظري سببًا لعدد من الأمراض. سمح هذا باستبدال العلاجات التجريبية بعلاجات تستند إلى السبب الفعلي للمرض، أو الوقاية من المرض من قبل أمثال كوخ وباستور.
الجزء الثاني: تنظيم الأداء المهني
يتناول فريدسون أماكن العمل الطبية في هذا القسم.
الجزء الثالث: البناء الاجتماعي للمرض
يتبع فريدسون كتاب البناء الإجتماعي للواقع بواسطة لوكمان و برجر للنظر في كيفية عمل المرض كحالة اجتماعية وليست بيولوجية. يتم استكشاف المرض كشكل من أشكال الانحراف الاجتماعي. ينظر فريدسون إلى بناء المرض من منظور مهني وعلماني ومجتمعي.
يلاحظ فريدسون أن دور الطب قد ازداد في المجتمع الأمريكي حيث تولى الأدوار التي كانت تشغلها في السابق المفاهيم الدينية. نقلاً عن توماس ساس، يجادل إي بأن تصنيف المشكلات على أنها مشكلات طبية بدلاً من كونها أخلاقية يخاطر بإزالة حقوق الأفراد في الحكم على الأمور الأخلاقية مع المقارنة مع الأفراد الذين يحق لهم تفسير الكتاب المقدس لأنفسهم.
الجزء الرابع: المهن الاستشارية في مجتمع حر
يجادل فريدسون بأن المهن يجب أن تتمتع بالاستقلالية في اتخاذ القرارات الفنية ، ولكن لا ينبغي لهم اتخاذ قرارات في المجالات التي ليس لديهم فيها خبرة ، وأنه فيما يتعلق بالمسائل الأخلاقية أو التقييمية ، يجب أن يكون للناس نفس المشاركة في صنع القرار مثل الخبراء.
يميز فريدسون بين معارف الخبراء المدونة والنظريات المخزنة في الكتب المدرسية والنشر ؛ والممارسة المتمثلة في كونه خبيرا، والتي يشير إليها بالبحث والممارسة. يجادل فريدسون بأنه نظرًا لأن ممارسة الخبرة تحدث في بيئة اجتماعية، فإن ممارسة المعرفة إذا كان نشاطًا اجتماعيًا ومتحيزًا اجتماعيًا.
فيما يتعلق بممارسة المعرفة ، يميز فريدسون أربعة جوانب من الطب: نظرية الجراثيم ، وتصنيف المرض ، وتحليل الوقاية أو عكس حالات المرض ، وإدارة وقت تطبيق تقنيات الوقاية من المرض. يلاحظ فريدسون أن استخدام التكنولوجيا الطبية ، بمعنى التشخيص والعلاج ، له معنى اجتماعي وكذلك نشاط اجتماعي.
يعتقد فريدسون أن نظرية الجراثيم هي نشاط خبير لا يشارك فيه الشخص العادي. ومع ذلك ، يجادل فريدسون بأن تحديد المرض هو في جزء منه نشاط أخلاقي. بالقياس إلى القانون ، قد يكون الطبيب خبيرًا في ما هو مرض أم لا ، ولكن ليس ما إذا كان التشخيص والعلاج أخلاقيًا ، لأنه من المسائل الأخلاقية تحديد ما إذا كانت حالة معينة غير مرغوب فيها أم لا.

## التأثير
يجادل بيتر كونراد بأن الكتاب كان أول كتاب يطبق التحليل الاجتماعي على مهنة ومؤسسة الطب نفسها. يحتوي الكتاب على العديد من المفاهيم التي أثرت على فهمنا للطب بما في ذلك الهيمنة المهنية ، والاستقلالية الوظيفية ، والعقلية السريرية ، والتنظيم الذاتي ، والبناء الاجتماعي للمرض ، والعلاقة بين المرض والانحراف ، والمرض كحالة اجتماعية. يقارن بوسكس بالأفكار الواردة في الكتاب بتحليل ماكس ويبر حول دور العقلانية التقنية وخبرة المهنة في صنع القرار في مجتمع ديمقراطي. يجادل مايكل كالنون بأن منظور الكتب السوسيولوجي مشابه لمنظور التعددية البنيوية حيث يُنظر إلى مهنة الطب على أنها وسيط بين الدولة والجمهور ، مع الاستفادة من زيادة الثقة وتقليل التكاليف الحكومية.